# Robinson R44
Robinson R44 je mali, lagani civilni helikopter s četiri sjedišta kojeg proizvodi Robinson Helicopter Company od 1992. godine. Dvokraki rotor pokreće klipni motor sa šest cilindara. Iako sliči ranijem Robinson R22, R44 je veći i brži od svojih prethodnika. Opremljen je servo-upravljačem što nije bila značajka na R22. 

## Razvoj i dizajn
R44 je tijekom 1980. s grupom svojih inženjera dizajnirao tvrtkin predsjednik Frank Robinson, a prvi let helikopter je imao 31. ožujka 1990. godine. FAA je certifikat izdao u prosincu 1992., a prve isporuke su krenule nedugo nakon dobivanja dozvole. R44 Astro je bio glavni proizvodni model, ali je zamijenjen hidraulički upravljanim  R44 Raven  2000. godine. Model Raven II (2002. na dalje) koristi motor s ubrizgavanjem goriva, regulirano uvođenje zraka, mogućnost provjetravanja kabine, 28-voltni električni sustav i proširene krakove glavnog rotora čime je povećana učinkovitost. 
R-44 je jednomotorni helikopter s polukrutim dvokrakim glavnim rotorom, dvokrakim repnim rotorom i skijama kao podvozje. U kabinu s dva reda usporednih sjedećih mjesta uz pilota stanu još tri osobe. Smjer rotacije repnog rotora na R44 je obrnut u odnosu na R22 čime je poboljšan nadzor okretanja helikoptera. 

## Korisnici
- Dominikanska Republika - vojska
- Estonija - zračne snage
- Libanon - zračne snage
- JAR - policija
- Turkmenistan - policija

## Tehničke karakteristike (R44 Raven II)
Osnovne karakteristike
- posada: 1 do 2
- kapacitet: 4 (s pilotom)
- dužina: 9 m (samo trup)
- promjer rotora: 10,1 m
- visina: 3,3 m

Letne karakteristike
- najveća brzina: 240 km/h
- dolet: 560 km
- motor: 1× Lycoming IO-540-AE1A5 klipni motor sa šest cilindara

## Poveznice
|  | Zajednički poslužitelj ima još gradiva o temi Robinson R44 |

- Robinson R22